# Iris platyptera
Iris platyptera är en irisväxtart som beskrevs av Brian Frederick Mathew och Per Erland Berg Wendelbo. Iris platyptera ingår i släktet irisar, och familjen irisväxter. Inga underarter finns listade i Catalogue of Life.